# Насосна станція

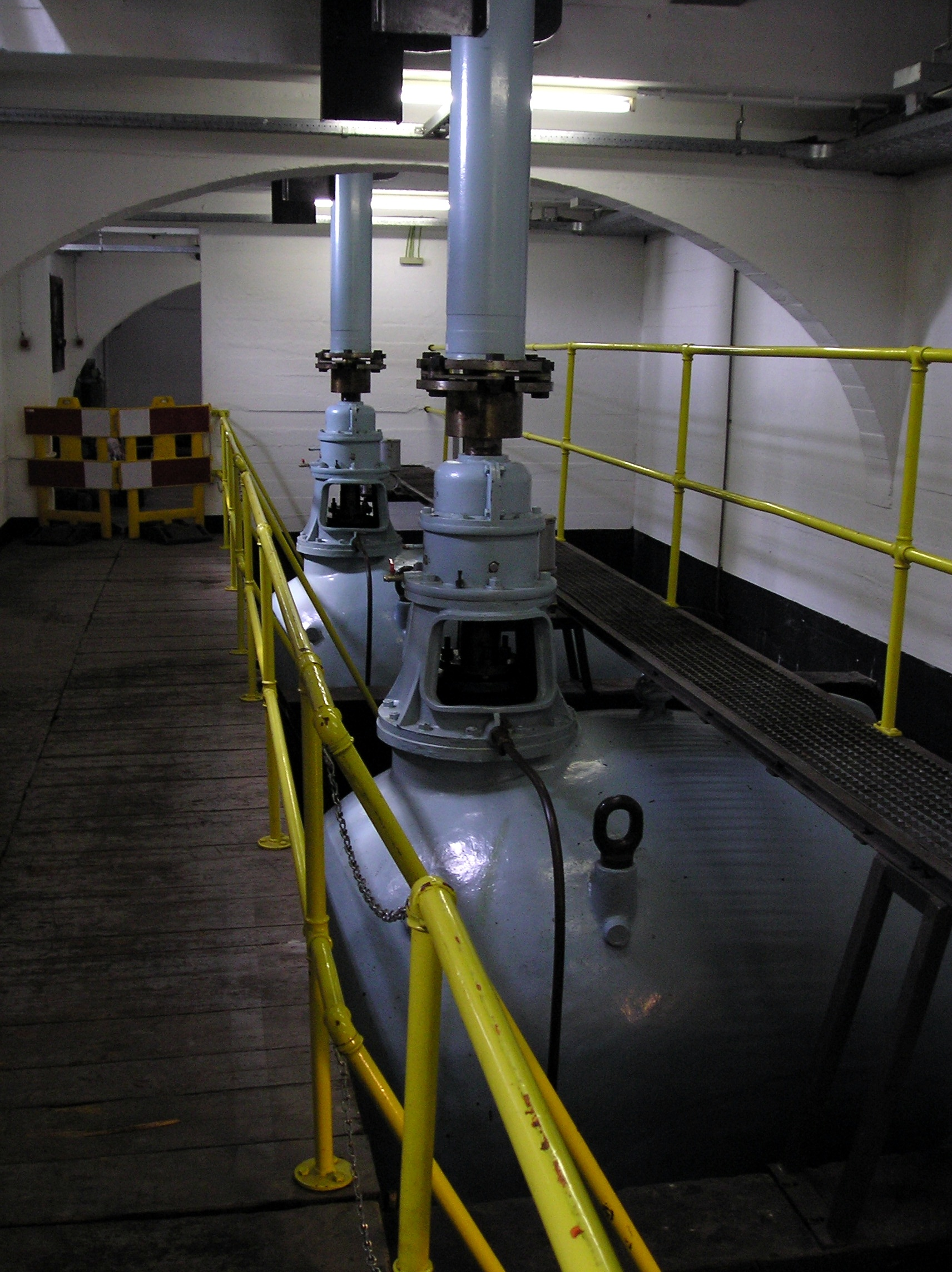
Насосна станція Van Sasse у Граве, Нідерланди

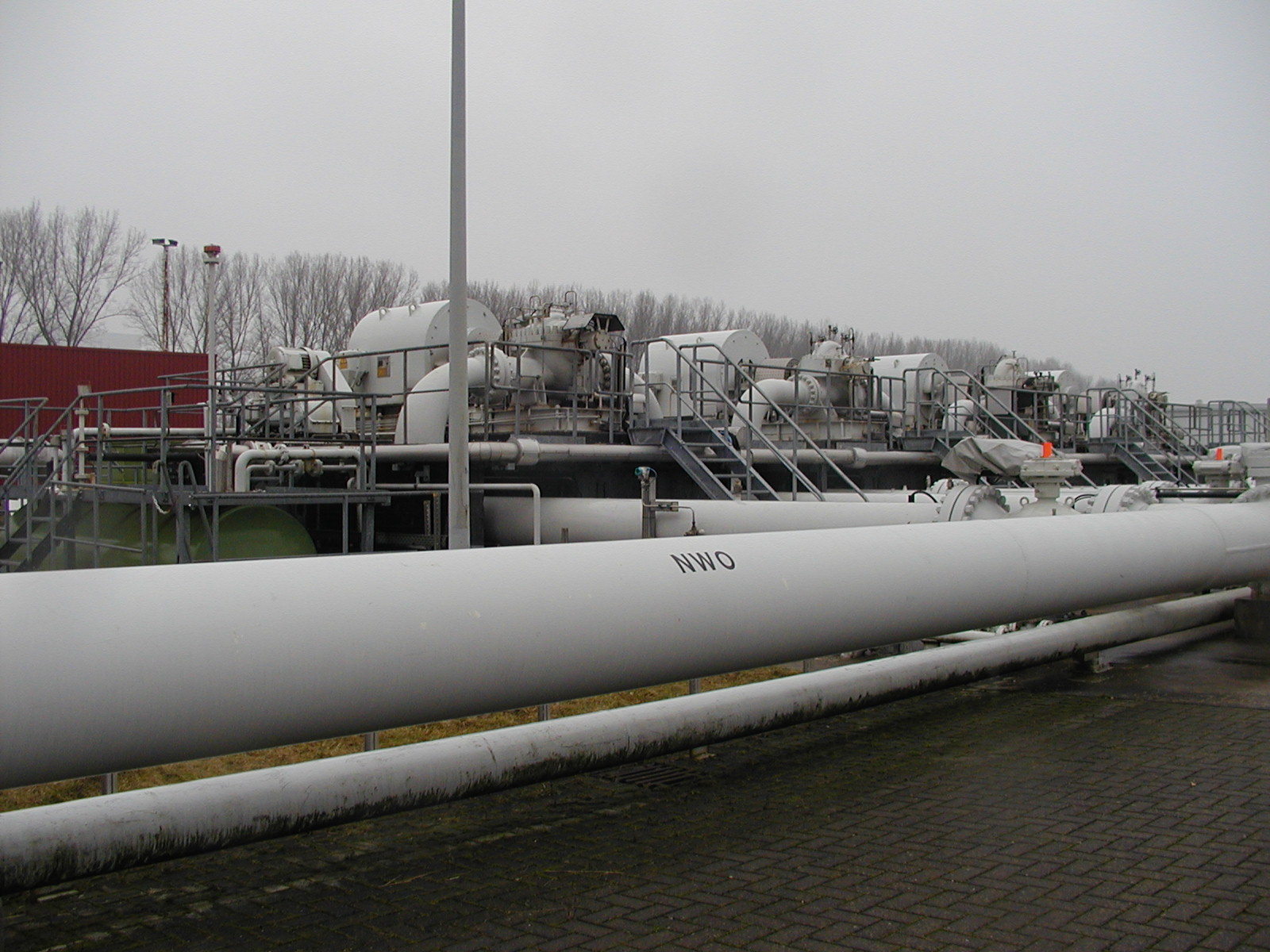
Насосна станція гідротранспортної системи.

Насосна станція (англ. pump station; нім. Pump(en)haus n, Pump(en)station f, Pump(en)werk n, Wasserwerk n) — станція обладнана системою насосів і допоміжним устаткуванням для перекачування води, пульпи, нафти чи нафтопродуктів. Комплексна система для перекачування рідин з одного місця в інше, охоплює будівлю та обладнання: насосні агрегати (робочі і резервні) — насоси, трубопроводи та допоміжні пристрої (наприклад, трубопровідну арматуру).

## Загальний опис
Насосна станція — це єдиний комплекс, що включає насосне і допоміжне обладнання.
До складу насосної станції входять основні та допоміжні (підпірні, резервні) насоси, мережа технол. трубопроводів, запірна арматура і вузли перемикання. Потужні насосні станції, в яких насосна система виділяється в самостійний цех, додатково включають об'єкти водоспоживання, каналізації, пожежного захисту, електропідстанцію та ін.
Номенклатура та характеристики обладнання насосної станції залежать від виду продукту, який переміщується, та функціонального призначення. Насосні станції бувають стаціонарними і пересувними. Насосні станції на вугільних шахтах — станції головного та дільничного водовідливу, на гідромеханізованих гірничих підприємствах — Н.с. для подачі технологічної води до відбійних агрегатів, систем промислового гідротранспорту і гідропідйому.
У магістральних системах гідравлічного транспортування сипких матеріалів влаштовують головну насосну станцію та проміжні насосні станції (на трасі пульпопроводу).
У нафтовій промисловості насосні станції використовують для заводнення нафтових пластів, а також при зберіганні і транспортуванні нафти і нафтопродуктів. Насосні станції нафтобаз та нафтосховищ здійснюють злив або налив нафтових резервуарів, автоцистерн, танкерів та ін. Насосні станції магістральних трубопроводів забезпечують транспортування нафти і нафтопродуктів. При гідромеханізованій розробці родовищ твердих корисних копалин Насосні станції забезпечують подачу води до вибійних агрегатів, що здійснюють розмив (відбійку) гірських порід, а також систему гідротранспорту.

## Окремі різновиди
Насосна станція дотискна (рос. насосная станция дожимная, англ. booster pumping station, нім. Nachpump(en)station f) — насосна станція, яка призначена для транспортування видобутої нафти на великі відстані (до установки підготовки нафти), коли тиски на гирлах видобувних свердловин недостатні для транспортування.
Насосна станція для механізованого кріплення (рос. насосная станция для механизированной крепи, англ. pumping station for a powered roof support, нім. Pump(en)station f für mechanisierten Ausbau) — у гірництві — агрегат, що забезпечує живлення виконавчих гідроциліндрів (гідростояків, гідродомкратів, гідропатронів) механізованого кріплення очисних комплексів і агрегатів робочою рідиною — емульсією з необхідною подачею і заданим тиском.